# La leggenda di Chun Hyang
La leggenda di Chun Hyang (新・春香伝?, Shin Shunkaden) è un manga delle CLAMP, la cui storia è vagamente tratta dall'omonima storia popolare coreana. Venne pubblicato in Giappone nel 1996 dalla Hakusensha, ma il progetto fu abbandonato dopo alcuni capitoli. 

## Trama
La storia segue quella di Chun Hyang, una ragazza molto bella e vivace, ma testarda, figlia di un mudang, uno sciamano di un piccolo villaggio coreano. Il suo nome significa "profumo di primavera" (Shun-ka in giapponese, Chūn-Xiāng in cinese).
Chun Hyang dimostra le sue doti marziali quando lo yangban, il governatore del villaggio, tiranneggia i suoi abitanti. L'unica persona che può liberare il villaggio è l'Amhaengeosa, un agente del governo, che potrebbe accusare lo yangban di abuso di potere.
L'arrivo di Mong Ryong, un seducente viaggiatore, complica le cose: Mong Ryong finisce infatti per innamorarsi di Chun-Hyang. Con riluttanza accetta il suo aiuto per salvare sua madre, che nel frattempo era stata catturata dallo yangban.
Sfortunatamente arrivano troppo tardi: la madre di Chun Hyang si era tolta la vita per preservare il suo onore. Mong Ryong rivela la sua identità di Amhaengeosa, e compie il suo lavoro di denuncia, anche se rimane molto addolorato di non aver potuto svolgere il lavoro prima della morte della madre della ragazza. Quest'ultima, ormai sola, decide così di viaggiare con Mong Ryong, lasciandosi il suo passato alle spalle.

## Personaggi

Chung Hyang e Mong Ryong in CLAMP IN WONDERLAND.

Chun Hyang (春香?, Chun'yan)
Chun Hyang è una ragazza di 14 anni abilissima nelle arti marziali. Ha molta cura di sua madre, e rispetta suo padre, morto quando era piccola. Chun Hyang appare in diversi episodi dell'anime Tsubasa RESERVoir CHRoNiCLE, nei paesi di Koryo, in Piffle World e in Chibi World.
Wall Mae (明華?, Myonfa)
È la madre di Chun Hyang, vive nel villaggio di Ryonfi ed è una rinomata Mu dang (donna delle medicina).
Mong Ryong (明華?, Mong Ryong)
È un seducente viaggiatore attratto da molte donne, compresa Chun Hyang.
Il Ryanban di Ryonfi (両班?, Ryanban)
È il corrotto governatore della città di Ryonfi.
Il figlio del Ryanban (両班の息子?, Ryanban no Musuko)
Un ragazzo incompetente e libertino.
Hyantan (香丹?, Hyantan)
La ragazza che Chun Hyang ha salvato dalle grinfie del figlio del Ryanban.
Eun Ryoung e Chun Ryoung
Due sorelle affascinanti, Mu dang, conosciute per la loro facoltà di sentire le voci degli dei. Yago chiede il loro aiuto per richiamare la pioggia nel villaggio di Sue-Ro. Il nome di Chung Ryoung è scritto con gli stessi ideogramma di Chun Hyang.
Yago
È un'anziana e rispettata Mu dang, che chiede aiuto alle sorelle Ryoung. Anche se è molto potente, la sua età non le permette di lottare contro An Chon.
Il Ryanban di Sue-Ro
È una bella ma vanesia donna che divenne il Ryanban (governatore) del villaggio di Sue-Ro. Ruba tutta l'acqua del villaggio per potersi circondari di bellissimi fiori acquatici del villaggio, conosciuti per le loro proprietà medicinali, e non permette a nessuno di averli.
An Chon
Il Mu dang (uomo della medicina) del Ryanban (governatore) di Sue-Ro. Ha eretto un altare per la far infuriare gli dei, e bloccare la pioggia sul villaggio.

## CD drama
È stato distribuito anche un CD drama il 30 novembre 1994. La sceneggiatura è stata scritta dalle CLAMP.
In questa occasione sono stati doppiati da:
- Chun Hyang - Yuri Shiratori
- Myonfa - Yūko Nagashima
- Mong Ryong - Ryōtarō Okiayu
- Hyantan - Masako Ikeda
- Il Ryanban - Mugihito
- Figlio del Ryanban - Nobuo Tobita

## Singolo
È stato distribuito anche un singolo in Giappone, è la canzone è stata inclusa nel CLAMPAZAR Limited Edition Soundtrack:
- Kōjin (行人?),[3] testo di Nanase Ōkawa, arrangiamento di Kazuhiko Tōyama e performance di Eiko Yamane.